# Awatef Abdel Karim
Awatef Abdel Karim —en árabe: عواطف عبدالكريم— (1931 - 24 de abril de 2021)) fue una teórica musical y compositora egipcia de música clásica contemporánea. Fue la primera música egipcia que estudió composición formalmente. Gracias a una beca, en 1956 viajó para formarse en el Mozarteum de Salzburgo, donde permaneció durante cuatro años. Ha creado obras para piano, violín, coros y orquestas, así como música para niños. En 1991 sucedió a Gamal Abdel-Rahim como jefe del departamento de composición y dirección orquestal del Conservatorio de El Cairo y permaneció en el puesto hasta 1997. En la capital de su país, se publicó en 2005 una edición revisada de su libro Music Appreciation of Nineteenth Century Music. Recibió el premio estatal al mérito en junio de 2006. Algunos de sus estudiantes fueron Ahmed El-Saedi, Ali Osman y Mohamed Abdelwahab Abdelfattah.

## Obras
- Nueve piezas para niños (piano)